# A Ghost Is Born
 (janvier 2017).
Si vous disposez d'ouvrages ou d'articles de référence ou si vous connaissez des sites web de qualité traitant du thème abordé ici, merci de compléter l'article en donnant les références utiles à sa vérifiabilité et en les liant à la section « Notes et références ».
Albums de Wilco
Yankee Hotel Foxtrot
(2002) Sky Blue Sky
(2007)
Singles
1. I'm a Wheel
Sortie : 26 juillet 2004

A Ghost is Born est le cinquième album du groupe de rock contemporain américain Wilco, paru en 2004.

## Liste des titres

### Édition 2 x LP
| A1. | At Least That's What You Said | 5:29  |
| A2. | Hell Is Chrome                | 4:33  |
| A3. | Spiders (Kidsmoke)            | 10:41 |

| B1. | Muzzle of Bees  | 4:51 |
| B2. | Hummingbird     | 3:06 |
| B3. | Handshake Drugs | 6:02 |

| C1. | Wishful Thinking   | 4:37 |
| C2. | Company in My Back | 3:42 |
| C3. | I'm a Wheel        | 2:33 |
| C4. | Theologians        | 3:31 |

| D1. | Less Than You Think | 15:00 |
| D2. | The Late Greats     | 2:30  |

### Édition CD
| 1.    | At Least That's What You Said | 5:33  |
| 2.    | Hell Is Chrome                | 4:38  |
| 3.    | Spiders (Kidsmoke)            | 10:46 |
| 4.    | Muzzle of Bees                | 4:56  |
| 5.    | Hummingbird                   | 3:11  |
| 6.    | Handshake Drugs               | 6:07  |
| 7.    | Wishful Thinking              | 4:41  |
| 8.    | Company in My Back            | 3:46  |
| 9.    | I'm a Wheel                   | 2:37  |
| 10.   | Theologians                   | 3:36  |
| 11.   | Less Than You Think           | 15:04 |
| 12.   | The Late Greats               | 2:31  |
| 67:26 |                               |       |

## Crédits

### Wilco
- Jeff Tweedy : chant, guitare, basse acoustique, synthétiseur, filtres
- John Stirratt : basse, guitare, piano, chœurs, synthétiseur, filtres
- Glenn Kotche (en) : batterie, percussion, hammered dulcimer, synthétiseur, filtres
- Leroy Bach (en) : piano, orgue, guitare, basse, vibraphone, synthétiseur, filtres
- Mikael Jorgensen (en) : piano, rocksichord (en), Farfisa, orgue, synthétiseur, filtres, ingénieur du son
- Jim O'Rourke : piano, guitare, basse, ARP 2600, synthétiseur, filtres, ingénieur, mixage audio, producteur

### Musiciens additionnels
- Karen Waltuch : viole
- Tim Barnes : percussions
- Frankie Montuoro : hammered dulcimer, assistant de production, assistance technique

### Équipes techniques
- Steve Rooke : mastering
- Chris Shaw : ingénieur
- TJ Doherty, Tim Iseler : assistants ingénieurs
- Stan Doty, Daniel Herbst, Deborah Miles Johnson, Haydn Johnston, Matt Zivich :  assistants de production, assistance technique
- Dan Nadel : graphisme
- Peter Smith : graphisme, photographie
- Mike Schmelling : photographie
- Gladys Nilsson (en) : artiste peintre
- Ken Waagner : "digital supervisor"